# Парк Милутин Миланковић
Парк Милутин Миланковић је парк у урбаном делу Београда, на општини Савски венац у делу познатом као Западни Врачар. Налази се између улица Тиршове, Пастерове и Булевара ослобођења, преко пута Универзитеске дечје клинике.

## Настанак парка
Парк је изграђен током педесетих година ХХ века и окружује зграду Прве српске опсерваторије. Некадашњи назив ове зелене површине је „Стара Звездара“.

## Изглед парка
Парк је четвртастог облика ширине око сто и дужине до 150 метара. Обновљен је 2010. године и понео је тренутно име, по српског научнику Милутину Миланковићу. Он је радио у некадашњој Првој српској метеоролошкој опсерваторији у чијом згради се налази данас Центат за климатске промене „Миланковић“.
Овде се налази Споменик Милутину Миланковићу у Београду.